# Far til fire på Bornholm
Far til fire på Bornholm er en dansk film i Far til fire-serien fra 1959 instrueret af Alice O'Fredericks og Robert Saaskin efter manuskript af Jon Iversen og selvsamme Alice O'Fredericks. I filmen overtager Else Hvidhøj rollen som Søs i stedet for Birgitte Price der var gravid.
I filmen synges "Bornholmervalsen", som er komponeret af Sven Gyldmark, og skrevet af Erik Leth.

## Medvirkende
- Karl Stegger – (Far)
- Else Hvidhøj – (Søs)
- Otto Møller Jensen – (Ole)
- Rudi Hansen – (Mie)
- Ole Neumann – (Lille Per)
- Peter Malberg – (Onkel Anders)
- Ib Mossin – (Peter)
- Agnes Rehni – (Fru Sejersen)
- Christian Arhoff
- Jon Iversen
- Preben Mahrt
- Henrik Wiehe
- Einar Juhl
- Kirsten Passer
- Minna Jørgensen
- Henry Nielsen
- Marianne Schleiss